# Lydia Papadimitriou
Lydia Papadimitriou, griechisch Λυδία Παπαδημητρίου (* 24. März 1966), ist eine griechische Filmwissenschaftlerin und Neogräzistin.
Papadimitriou studierte Schauspielkunst an der Drama School des griechischen Nationaltheaters. Nach dem Erwerb des Diploms 1986 absolvierte sie an der Universität Athen ein Aufbaustudium in mittel- und neugriechischer Philologie, das sie 1988 abschloss. 1990 erwarb sie ein postgraduate certificate in Drama Studies an der Universität Bristol. Ihr Promotionsstudium in Filmwissenschaft an der Universität von Kent schloss sie 1996 mit einer Dissertation mit dem Titel The Greek Film Musical (1955–75): Film Genre and Cultural Identity ab. Seit 1997 ist sie Senior Lecturer in Filmwissenschaft an der Liverpool John Moores University.
Papadimitriou arbeitet zum griechischen und europäischen Kino, insbesondere zum Kino des Balkans, des Nahen Ostens und der postkommunistischen Ära, zum Musical, zum Kriegs- und zum Dokumentarfilm.

## Schriften (Auswahl)
- mit Yannis Tzioumakis (Hrsg.): Greek cinema: Texts, Histories, Identities. Bristol: Intellect 2011.
- The Greek Film Musical: A Critical and Cultural History. Jefferson, NC and London: McFarland 2006. Griechische Übersetzung: Το Μιούζικαλ στον Ελληνικό Κινηµατογράφο (1955–75). Athens, Papazisis 2009.
- Sans-Souci. Christian Boltanski interviewed by Mark Durden and Lydia Papadimitriou (April/May 1992), in: David Brittain (ed.): Creative Camera: Thirty Years of Writing. Manchester University Press, 1999, 213–219, online